# Liesbeth Devos
Liesbeth Devos is een Belgische sopraan die actief is als opera- en liedzangeres en als zangpedagoge.

## Biografie

### Opleiding
Devos (Sint-Niklaas, 19 februari 1983) studeerde theater, voordracht en hobo aan de plaatselijke academie. Ze volgde eerst zangles bij Lieve Suys. Vervolgens studeerde ze twee jaar zang bij de Nieuw-Zeelandse sopraan Susan Roper. Daarna ging ze naar het Koninklijk Conservatorium van Antwerpen, om te studeren bij Stefanie Friede. Ze volgde daar ook een cursus liederen bij Lucienne Van Deyk en Jozef De Beenhouwer. Operaleer volgde ze bij Guy Joosten. Bij de Muziekkapel Koningin Elisabeth kreeg ze les van José van Dam en Susanna Eken. Hier studeerde ze af met grote onderscheiding.

### Als zangeres
In april 2004, dus nog voor het einde van haar studie, zong Devos de rol van Miss Wordsworth in Albert Herring van Benjamin Britten, een productie van de operastudio van Vlaanderen, in een regie van Guy Joosten. In 2005 zong ze in La Corona van Christoph Willibald Gluck, een productie van het Conservatorium van Antwerpen. Vlak na haar afstuderen in 2006 stond ze in De Munt te Brussel, in een productie van Così fan Tutte van Mozart. Het volgende jaar verscheen ze opnieuw twee keer in De Munt, in de rol van Ilse in de wereldpremière van Frühlings Erwachen van Benoît Mernier en als Papagena in Die Zauberflöte van Mozart. In 2006 zong ze mee in een opvoering van Dido and Aeneas van Purcell, tijdens de opening van het Festival van Vlaanderen in Brussel, onder leiding van Richard Egarr. In 2007 vroeg Egarr haar mee voor een uitvoering van de Johannespassie in Weimar, met de Academy of Ancient Music. In 2008 stond ze in Teatro La Fenice te Venetië, met Death in Venice onder leiding van dirigent Bruno Bartoletti.
In de Vlaamse Opera maakte ze in 2007 haar debuut in Le Nozze di Figaro. In 2008 stond ze daar opnieuw, in Luc van Hove's La Strada en in The Rape of Lucretia van Britten. In 2009 verscheen ze in de Vlaamse Opera tijdens opvoeringen van Don Carlos van Verdi, Peter Grimes van Britten en als vertolkster van de hoofdrol in The Rage of Life van Elena Kats-Chernin. Deze productie werd opgevoerd tijdens de operadagen in Rotterdam, in Miskolc in Hongarije en aan de Staatsoper van Stuttgart. In 2010 maakte ze haar debuut in de Opera de Wallonie in L'Inimico delle Donne van Baldassare Galuppi, met dirigent Rinaldo Alessandrini. Samen met Alessandrini speelde ze daarna concerten in Boston.
Naast opera zong Devos ook met het B'Rock Orchestra en het barokorkest Il Fondamento. Met De Filharmonie, onder leiding van Michael Schønwandt, zong ze Les Illuminations van Britten in de Koningin Elisabethzaal te Antwerpen. Met The Academy of Ancient Music ging ze als soliste op tournee door Azië, voor opvoeringen van The Nelson Mass van Haydn.
Ze zong met het Belgische operagezelschap The Ministry of Operatic Affairs, met het Filharmonisch Orkest van Slovenië, op het Aix-en-Provence Festival en Les Arts Florissants.
Sinds 2004 vormt Devos een liedduo met pianist Lucas Blondeel.
Met kamerorkest Het Collectief bracht ze in 2018 de voorstelling 1918-1968-2018: Cinquantenaires van de zotheid in deSingel te Antwerpen, een "ode aan de vrijwillige zotheid". Om de vijftig jaar zijn de logica en de rede ver zoek, is het opzet van deze voorstelling, wat door componisten beantwoord wordt met pure nonsens. Tegenover de Eerste Wereldoorlog stond het dadaïsme van Hugo Ball en de muziek van Erik Satie, Igor Stravinski, Francis Poulenc en Erwin Schulhof. Tegenover de oorlog in Vietnam vijftig jaar later stonden de composities "met een hoek af" van Helmut Lachenmann, Luciano Berio, Alfred Schnittke en Peter Maxwell Davies. In 2012 traden Devos en Het Collectief reeds samen op in deSingel, met Feesten van angst en pijn: door componist Bram Van Camp op muziek gezette gedichten van Paul Van Ostaijen. Videokunstenaar Klaas Verpoest maakte een gestileerde en gesynchroniseerde weergave van de handgeschreven gedichten bij de voorstelling.
In 2020 bracht ze voor de 250e verjaardag van Ludwig van Beethoven een ode aan de componist, met zangeres Astrid Stockman en een accordeonspeler, die de componist van zijn guitigste kant moest tonen.

### Als zangpedagoge
Sinds 2020 is ze actief als zangpedagoge en vocal coach, in 2020–2021 aan het Koninklijk Conservatorium Luik, en vanaf 2021 tot heden (2024) bij het Nationaal Jeugdkoor van België, bij de de Munt en aan de Kunsthumaniora Brussel.

## Discografie
- Puccini, Madama Butterfly (als Kate Pinkerton), met Lawrence Foster aan het hoofd van orkest en koor van de Gulbenkian Stichting (San Francisco Classical Recording Company)
- Bram Van Camp, The Feasts of Fear And Agony, met Het Collectief onder leiding van Vykintas Baltakas (Fuga Libera Fug715)
- Liebesfrühling (liederen en duetten van Clara en Robert Schumann), met Peter Gijsbertsen, tenor, en Jozef De Beenhouwer, piano (Phaedra 292036)
- De Kinderen der Zee (uittreksels uit de gelijknamige opera van Lodewijk Mortelmans en werken van August De Boeck en Peter Aerts), met de Württembergische Philharmonie Reutlingen onder leiding van Dirk Vermeulen (Phaedra 92097)
- Matrix in Persian Blue (liederen van Robert Groslot) met Jan Michiels, piano,  en het Asasello-kwartet (Tyxart TXA 19123)
- August De Boeck, A Bouquet of French and Flemish Songs, met Jozef De Beenhouwer, piano (Phaedra 92084)

## Onderscheidingen
- Met Blondeel won Devos de eerste prijs op het Kurt-Leimer Wettbewerb in Zürich.
- Voor haar inzet als vertolkster van Belgische muziek kreeg ze de Pelemans prijs.